# Mx
Mx (generalment pronunciat /mɪks/ o /mʌks/ i, de vegades /ɛmˈɛks/) és un honorífic neològic en anglès que no indica gènere. Es va desenvolupar com a alternativa als honorífics de gènere comuns, com Mr i Ms, a finals de la dècada de 1970. Sovint l'utilitzen persones no binàries, així com aquelles persones que no desitgen revelar ni fer referència al seu gènere. És un títol de gènere neutre que és àmpliament acceptat pel govern del Regne Unit i per moltes empreses del mateix país. S'inclou en diversos diccionaris de llengua anglesa.